# Escudo de Saba
El escudo de armas de Saba fue establecido en 1985 por el concejo de la isla de Saba, cuando todavía formaba parte de las Antillas Neerlandesas y continuó siendo el escudo de armas de la municipalidad especial de Saba después de su disolución. Consiste de un escudo con el pájaro local llamado Cenicienta de Audubon y de las islas mismas. El arma también contiene un pez, un bote de vela y una papa, simbolizando la pesca, los marinos de Saba y las papas de Saba. El lema que está escrito en el escudo en latín: Remis velisque literalmente significa “Con remo y vela”.
- Datos: Q2700876